# Крмача (бомба)
Крмача је назив за авионску бомбу од 225 кг коју је развила СФРЈ.

## Историја
Бомбу су носили сви авиони југословенског ратног ваздухопловства Миг-29, Миг-21, Ј-22 орао и галеб Г-4. Бомба је коришћена у рату у Босни и у рату у Хрватској од стране српских република.